# فیونا کرافورد
فیونا کرافورد (انگلیسی: Fiona Crawford؛ زادهٔ ۲۱ فوریهٔ ۱۹۷۷) بازیکن سافت‌بال اهل استرالیا است.